# Pueblo ostrogodo

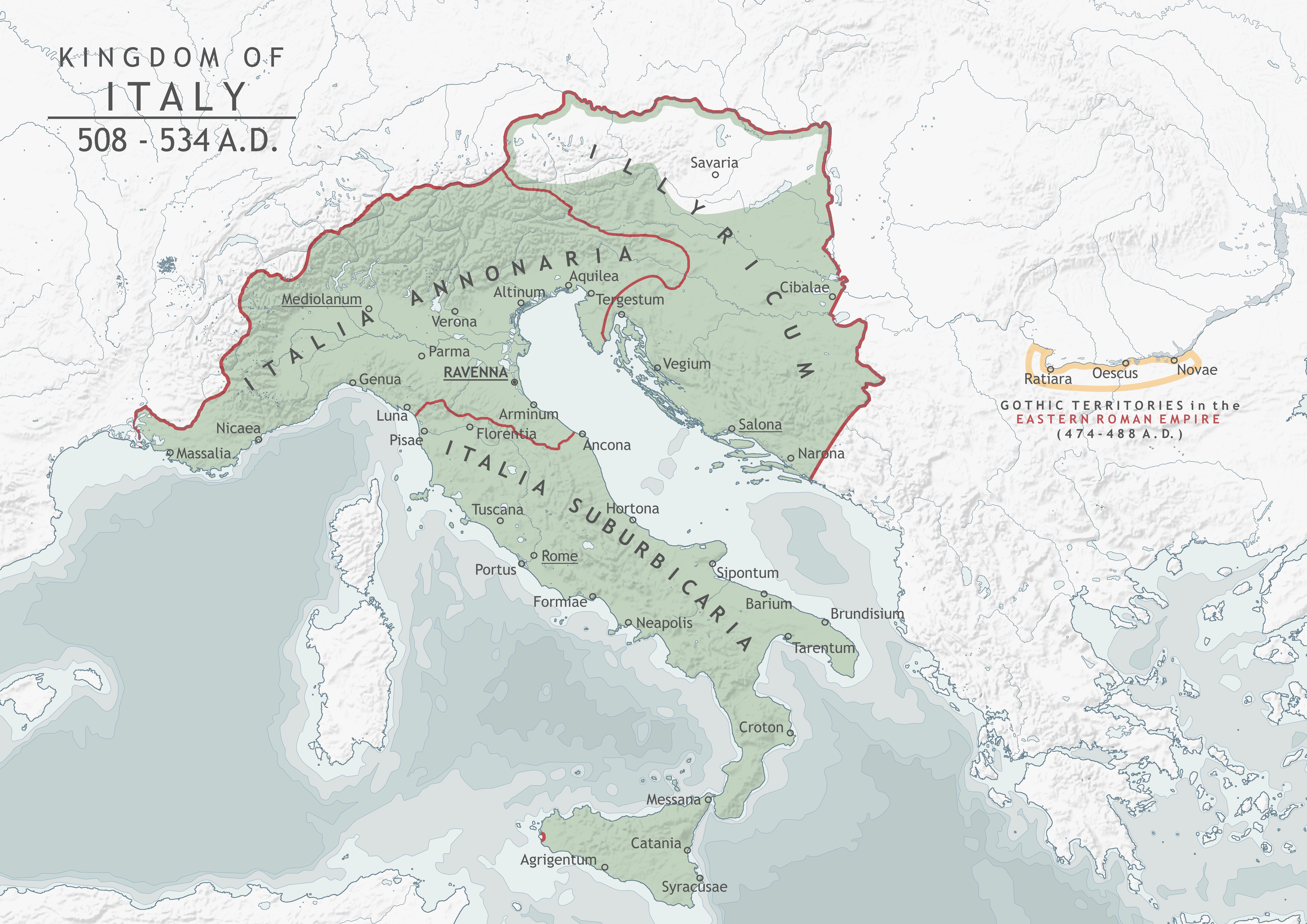
Reino ostrogodo de Italia.

Los ostrogodos (del latín: ostrogothi, austrogothi) fueron un pueblo germánico de origen gótico de la era romana, procedente de la división que sufrieron los godos en el siglo III. Los ostrogodos que se establecieron al este del río Dniéster, en las tierras alrededor del mar Negro (lo que hoy es parte de la actual Ucrania y Bielorrusia), formaron una confederación con los pueblos de las estepas conocida como greutungos. Los greutungos estuvieron sometidos a los hunos desde 375, año en que vencieron al rey Hermanarico, hasta la batalla de Nedao, ocurrida en 454, cuando recobraron su independencia, y los ostrogodos, como pasaron a denominarse, se establecieron como un pueblo federado de Roma. Posteriormente se les unieron otros godos que habían huido de sus tierras a la llegada de los hunos. 
En el siglo V, siguieron el ejemplo de los visigodos y crearon uno de los dos grandes reinos godos dentro del Imperio romano de Occidente, aprovechando las numerosas poblaciones godas que se habían asentado en los Balcanes en el siglo IV. Mientras que los visigodos se formaron bajo el liderazgo de Alarico I, la nueva entidad política ostrogoda que llegó a gobernar Italia se formó en los Balcanes bajo el mandato de Teodorico el Grande. Teodorico, el más conocido de los monarcas ostrogodos fue elegido rey en el año 474 . Su familia, la dinastía de los Amalos, había acumulado poder real en la Panonia romana tras la muerte de Atila y el colapso de su imperio huno. Hubo varios períodos de guerras y treguas entre él y el emperador bizantino Zenón. Inicialmente, Zenón enfrentó a estos godos panónicos con los godos tracios al sur, pero ambos grupos se unieron tras la muerte del líder tracio Teodorico Estrabón y su hijo Recítaco. Zenón respaldó entonces a Teodorico para invadir Italia y reemplazar a Flavio Odoacro, rey de los hérulos y romanos, a quien previamente había apoyado como rey. Así, en 488, Teodorico lideró la conquista ostrogoda de Italia (489-493) y en 493 derrotó en el Adda a Odoacro, a quien luego mató con sus propias manos en un banquete.
Tras su muerte en el año 526, la situación se volvió tan violenta que en el 535 el emperador bizantino Justiniano I, en un esfuerzo por restaurar las antiguas provincias occidentales del Imperio romano, declaró la guerra a los ostrogodos, enviando a su general Belisario contra los ejércitos ostrogodos en Italia. Inicialmente, los bizantinos tuvieron éxito, pero bajo el liderazgo de Totila, los godos reconquistaron la mayor parte del territorio perdido hasta la muerte de Totila en la batalla de Tagina. La guerra, a menudo llamada Guerra gótica, duró casi 21 años y causó enormes daños en toda Italia, reduciendo la población de la península. La superioridad del ejército bizantino fue la clave para la derrota, el exterminio y el aplastamiento de la resistencia ostrogoda.
Este pueblo fue finalmente asimilado en forma gradual por el Imperio, los lombardos (que establecieron un reino en Italia en 568) y los francos.

## Tervingios y greutungos
La división de los godos se encuentra afirmada por vez primera en 291, donde aparecen mencionados los tervingios; esta primera mención tuvo lugar en un elogio al emperador Maximiano (285–305), pronunciado en el año 291 o poco después (o quizá pronunciado en Tréveris el 20 de abril de 292) y tradicionalmente atribuido a Claudio Mamertino, que dice que los «tervingios, otra división de los godos» (Tervingios pars alia Gothorum) se unieron a los taifalos para atacar a los vándalos y a los gépidos. El término «vándalos» puede estar equivocado y referirse en realidad a los «victohali» porque alrededor del año 360 el historiador Eutropio narra que Dacia estaba entonces (nunc) habitada por los taifalos, victohali y tervingios.
Las referencias contemporáneas a las tribus góticas usaban los términos Vesi, Austrogothi, Tervingi y Greuthungi. La mayor parte de los estudiosos han concluido que los términos Vesi y Tervingi se empleaban ambos para referirse a una misma tribu particular, mientras que los términos Ostrogothi y Greuthungi servían para referirse a otra. Herwig Wolfram indica que, mientras las fuentes primarias no mezclan los nombres de los pueblos, estas mencionan por un lado la pareja tervingios-greutungos y, por otro lado, la pareja vesi-ostrogodos y no en otra combinación, aunque ocasionalmente se enumeran los cuatro nombres como Gruthungi, Austrogothi, Tervingi, Visi. Según Herwig Wolfram, en la Notitia dignitatum los vesi son igualados a los tervingios en una referencia a los años 388-391; esto no está claro en la propia Notitia. Hay un gran debate erudito sobre la identificación de los vesi con los tervingios y los greutungos con los ostrogodos. Que los tervingios fueran los visigodos y los greutungos los ostrogodos es algo que también indica Jordanes, que identificó a los reyes visigodos desde Alarico I a Alarico II como los herederos del juez tervingio del siglo IV, Atanarico; y los reyes ostrogodos desde Teodorico el Grande a Teodato como los herederos del rey greutungo Hermanarico. Esta interpretación, sin embargo, aunque muy divulgada entre los eruditos actuales, no es universal.
Para Wolfram existe una continuidad entre tervingios y visigodos, y entre greutungos y ostrogodos. Las derrotas godas en época de Claudio II y Aureliano habrían hecho que los godos se escindieran, Al este del Dniéster permanecieron los greutungos, y en el Bajo Danubio los tervingios constituyeron junto con otros pueblos como los taifalos o sármatas, una confederación de pueblos. De esta confederación de pueblos surgirían los visigodos. Para Heather, en cambio, la división de los godos se produjo por la invasión de los hunos: los visigodos resultarían de una mezcla de tervingios y greutungos y seguidores de Radagaiso, y que se establecieron al sur del Danubio a finales del siglo IV; en tanto que los ostrogodos serían el resultado de la unión de fuerzas de Teodorico II y Teodorico el Grande a fines del siglo V. Roger Collins cree que la identidad visigótica surgió de la guerra gótica (376-382) cuando un conjunto de tervingios, greutungos y otros contingentes «bárbaros» formaron un ejército federado al este de los Balcanes que no se integró en la sociedad romana, y que por tanto no podían ser reconocidos únicamente como tervingios.
Wolfram afirma que Vesi y Ostrogothi eran los términos que cada tribu habría empleado para autodescribirse; así, los vesi eran los 'buenos' y los ostrogodos eran los 'godos del sol naciente'; mientras que Tervingi y Greuthungi eran identificadores geográficos con los que cada tribu describía a la otra tribu, lo que explicaría que estos últimos términos dejaran de usarse después del 400, cuando los godos habían sido desplazados por las invasiones de los hunos.
El término visigodo es una invención del siglo VI. Casiodoro, que era un romano al servicio del rey Teodorico el Grande, inventó el término Visigothi para hacer la correspondencia con el de Ostrogothi. Mientras él pensaba que este último término significaba godos orientales, se inventó un término para designar a los godos occidentales.

## Historia

### Orígenes
Su historia escrita se inicia con la independencia del Imperio huno, tras la muerte de Atila. Aliándose con sus antiguos vasallos y rivales, los gépidos, los ostrogodos —dirigidos por Teodomiro— logran vencer a las fuerzas hunas comandadas por los hijos de Atila en la batalla de Nedao en 454.
Los ostrogodos inician su relación con el Imperio romano y se instalan en Panonia.
Durante la mayor parte de la segunda mitad del siglo V, los ostrogodos cumplirán en el sudeste de Europa el papel que jugaron los visigodos un siglo antes. Su relación con el Imperio de Occidente estuvo marcada por acercamientos y alejamientos que llegaron hasta algunas hostilidades. Todo esto duró hasta que, como antes los visigodos, se mudaron de Oriente a Occidente.

### Flavio Teodorico el Grande
El más grande de todos los soberanos ostrogodos fue Flavio Teodorico, que nació hacia el año 455, poco después de la batalla de Nedao. Su infancia transcurre como «huésped» forzado en Constantinopla, recibiendo allí una educación muy completa.
Participó en varios asaltos , batallas 
conflictos, intrigas y guerras en el Imperio bizantino y tuvo como rival a un pariente lejano —hijo de Triarius— conocido como Teodorico Estrabón, quien fue el jefe (no el rey) de la rama de ostrogodos que se habían instalado en los territorios del Imperio unos años antes.
Teodorico el Grande fue tanto amigo como enemigo del Imperio, según las circunstancias. Obtuvo la ciudadanía y varios títulos romanos, como el de patricio y el de cónsul, pero por encima de todo seguía siendo el rey del pueblo ostrogodo.
En 488 comenzó la conquista ostrogoda de Italia (489-493) con el beneplácito del Emperador de Oriente Zenón I, de manera de sacárselo de las cercanías de Constantinopla donde sus tropas ya habían mostrado su fuerza. En la península gobernaba Odoacro, quien antes había destronado al último emperador romano de Occidente, Rómulo Augústulo en 476.
En 493, Teodorico conquistó Rávena, y tras un breve acuerdo con Odoacro, lo mató traicioneramente con sus propias manos. El poderío de los ostrogodos estaba en ese momento en su cima en Italia, Sicilia, Dalmacia y en las tierras al norte de Italia. Al momento de esta reconquista, los ostrogodos y los visigodos comenzaron a colaborar y esa colaboración se estrechó con el tiempo haciendo de ostrogodos y visigodos una sola nación.
El poder de Teodorico se extendió sobre gran parte de Galia e Hispania al convertirse en regente del reino visigodo de Tolosa (Toulouse).
Con la muerte del rey visigodo Alarico II, yerno de Teodorico, en la batalla de Vouillé contra los francos de Flavio Clodoveo, el rey ostrogodo asume la tutoría de su nieto Amalarico y se reserva el dominio sobre la totalidad de Hispania y sobre una parte de Galia.
Tolosa pasa a manos de los francos, pero los godos dominan Narbona y la Septimania: esta región fue la última parte de la Galia en donde todavía los godos dominaron y durante muchos años fue conocida como Gotia (el nombre de la vecina Cataluña deriva de Godalandia, 'tierra de godos y alanos'[cita requerida]).
Durante la vida de Teodorico, los pueblos godo y visigodo se mantuvieron unidos. También estableció en esa época una especie de protectorado con respecto a los pueblos germánicos de occidente, exceptuando los francos.

### Reino ostrogodo
El dominio de los ostrogodos por aquel entonces fue tan grande como en tiempos de Hermanarico y mucho más espléndido, pero fue sobre todo de un carácter completamente diferente.
Las dos naciones, que se diferenciaban en sus costumbres, lengua y religión, habitaban una al lado de la otra en Italia. Cada una era dirigida por un soberano único pero bajo el régimen de personería de las leyes.
Es sobre todo esta imagen del reinado de Teodorico el Grande la que surge a partir de ordenanzas elaboradas en su nombre y en el de sus sucesores; en síntesis, los godos permanecieron concentrados en el norte de Italia. En el sur, apenas si establecieron guarniciones.
Flavio Teodorico era a la vez el rey cargaba con la difícil tarea de gobernar, mientras que el cónsul romano recibía los honores por ello. Asimismo, todas las formas de la administración romana subsistieron bajo el reinado de Teodorico. La política y la cultura romanas tuvieron también una gran influencia sobre los godos. Es allí donde la doble cultura del rey desempeña un papel fundamental.
Es de recalcar que la soberanía sobre otras naciones, distintas pero establecidas sobre el mismo suelo, era necesariamente una concepción romana del poder, que dejaba sus obligaciones pesando gravosamente sobre la libertad de las tropas germánicas. Pero tal sistema tenía necesidad de un poder fuerte, ejercido por una personalidad como la de Teodorico. A su muerte, el edificio se desmoronó.
En 526, ostrogodos y visigodos se escindieron una vez más. Algunos ejemplos en los cuales todavía se ve que proceden de acuerdo se refieren a asuntos espaciados y sin importancia real. Amalarico heredó el reino visigodo en Hispania y en Septimania. Se agregó la Provenza al dominio del nuevo rey ostrogodo, Atalarico, nieto de Teodorico por parte de su madre Amalasunda.
Ninguno de los dos soberanos pudo liquidar los conflictos que sobrevinieron en el seno de las élites godas. Teodato, primo de Amalasunda y sobrino de Teodorico por parte de la hermana de este último, le sucedió luego de haberlos asesinado cruelmente. No obstante, esta usurpación desencadenaría mayores matanzas aún. Tres reyes godos se sucedieron en el trono en el espacio de cinco años.

### Reconquista bizantina de Italia
La debilidad de la posición de los ostrogodos en Italia se mostró entonces con toda evidencia. El emperador bizantino Justiniano I siempre se había esforzado, en la medida de lo posible, por restaurar el poder imperial sobre la totalidad de la extensión del Mediterráneo y no dejó escapar esta ocasión para actuar.
En 535, encargó a su mejor general, Belisario, atacar a los ostrogodos. Este invadió rápidamente Sicilia y desembarcó en Italia, donde tomó Nápoles y luego Roma en 536. Después marchó hacia el norte y conquistó Mediolanum (Milán) y Rávena, la capital de los ostrogodos, en 540. Fue entonces cuando Justiniano ofreció a los godos un generoso acuerdo —algo demasiado generoso a ojos de Belisario—: el derecho a mantener un reino independiente en el noroeste de Italia, pero a condición de que lo compensaran con un tributo consistente en la mitad de su tesoro para el Imperio. Belisario transmitió el mensaje a los godos, aunque él mismo no lo aprobase. Los godos, que no confiaban en Justiniano, temían una emboscada, pero, dado que en su opinión Belisario se había comportado tan bien tras la reconquista de Italia, aceptaron reconocer este acuerdo si Belisario daba su aprobación. Esta situación condujo a un impasse.
Una facción de la nobleza goda cedió: decretando que su propio rey, Vitiges, que acababa de ser vencido, era un cobarde, y que necesitaban un nuevo soberano, se volvieron hacia Belisario. Erarico, su jefe, ofreció la corona a este último. Belisario era un soldado fiel a Justiniano y no un hombre de Estado. Hizo como que aceptaba el ofrecimiento, volvió sus pasos hacia Rávena para hacerse coronar, pero rápidamente hizo detener a los jefes godos. Acto seguido, reclamó la totalidad de su reino para Roma.
Justiniano estaba furioso: los persas habían atacado el Imperio de Oriente en el este, y él deseaba que un Estado neutral y estable sirviera de tope entre la frontera de sus posesiones occidentales y el reino de los francos. En efecto, estos últimos eran extraños y parecían hostiles en opinión de la corte oriental.
Belisario fue entonces convocado y enviado a Oriente contra los persas, dejando a un oficial romano, llamado Juan, como gobernador temporal de Italia.
En 545, cuando por fin pudo regresar a Italia, se encontró con una situación considerablemente cambiada: Erarico había sido asesinado y la facción pro-romana de la élite goda, derribada.
Los ostrogodos eligieron como nuevo jefe a Totila. Este godo «nacionalista», brillante general, había recuperado toda la Italia del Norte y expulsado a los bizantinos fuera de Roma.
Belisario entonces volvió a tomar la ofensiva: engañó a Totila para reconquistar Roma, pero perdió de nuevo la ciudad luego de que Justiniano, celoso y temeroso de su poder, le cortase el aprovisionamiento y los refuerzos. El general, avejentado, se vio así obligado a asegurar la defensa por sus propios medios.
En 548, Justiniano lo reemplazó por el general eunuco Narsés, en quien tenía mayor confianza. Narsés no decepcionó a Justiniano.
Totila fue salvajemente asesinado tras la batalla de Taginae (Gualdo Tadino) en julio de 552, y sus partidarios Teya o Teias (Theias), Aligerno, Escipuarno y Gibal fueron muertos o se rindieron después de la batalla de Mons Lactarius en octubre de 552 o 553.
Widhin, el último jefe del que tenemos testimonio del ejército gótico, se rebeló a finales de los años 550 con una ayuda militar mínima de francos y alamanes. La sublevación no tuvo consecuencias: los ostrogodos se sublevaron en Verona y en Brescia, pero la revuelta terminó con la captura de su jefe en 561. Finalmente, Widhin fue conducido para ser ejecutado allí en 561 o 562. Una minoría, sumisa a los romanos y convertida al cristianismo, sobrevivió en Rávena.

### Herencia ostrogoda en Europa
Tras esta última derrota, la denominación de ostrogodos cayó en el olvido. La nación prácticamente se disolvió a la muerte de Teodorico. La posibilidad de formar en Italia un Estado reuniendo elementos romanos y germánicos, como los que surgieron posteriormente en la Galia, en Hispania y posteriormente en las regiones de Italia bajo la soberanía de los lombardos, se desperdició asimismo.
En consecuencia, el lugar ocupado por los godos en la memoria española difiere del que ocupan en la memoria italiana: en Italia, los godos no fueron sino un invasor temporal, pronto suplantados por los lombardos, mientras que en Hispania supieron constituir un elemento importante de las naciones hispánicas en la Alta Edad Media.
Así, la imagen de los godos en la historiografía moderna española es positiva, y el aporte que ellos constituyeron no ha sido olvidado ni desdeñado: una parte del norte de España, en la actual Cataluña, conservó durante algún tiempo el nombre de Gotia, lo mismo que las antiguas posesiones godas al sudoeste de la Galia, no obstante haber pasado primero a manos musulmanas y después a manos de los francos.

## Población
En el este del mundo romano había dos grandes grupos de «godos balcánicos»: los «godos panonios», encabezados por el greutungo Teodorico el Grande, y los «godos tracios», al mando del tervingio Teodorico Estrabón; al morir este último en 481 la mayoría de su gente se unieron a Teodorico y contaban con 13 000 combatientes. Esta dispersión fue causada por la invasión de Atila algunas décadas antes.
Ese contingente invadió Italia en 488, más de 10 000 guerreros y 20 000 como máximo. Esto lleva a Peter Heather y Herwing Wolfram a estimar una población de 100 000 personas en total. Hay un debate si se deben considerar a estos invasores un pueblo o un ejército acompañado por un alto número de mujeres y niños, algo común en la época. Destaca a favor de esa última posición Thomas Burns, quien considera que los 20 000 guerreros tenían un número mucho menor de seguidores civiles, 15 000 a 20 000 como máximo.
Para el momento de la conquista bizantina el número de guerreros ostrogodos se había reducido a 7000, más algunas guarniciones.

## Cronología
- 242: desmembramiento del mundo romano; el Bósforo Cimerio (actual Crimea) cae bajo el dominio de los greutungos instalados en Ucrania.
- Siglo III: los godos se separan en tervingios y greutungos tras la batalla de Naissus del año 268.
- 271: en lo que constituye la primera retirada importante desde los comienzos del Imperio, los romanos abandonan la Dacia.
- 371: el reino de los greutungos está en manos de los hunos.
- 375: fuerte presión de los hunos, que destruyen el reino greutungo en el sur de Rusia.
- 380: una confederación de greutungos, alanos y hunos es establecida por el emperador Graciano en Panonia, de donde serán expulsados en 427.
- 456: los ostrogodos se establecen en el Danubio inferior.
- 493: Teodorico el Grande, caudillo de los ostrogodos, es ahora rey de Italia.
- 508: comienzo de una campaña de los ostrogodos bajo el mando de Teodorico el Grande en dirección a la Galia meridional, que termina en 511.
- 526: Atalarico sucede a Teodorico el Grande como rey de los ostrogodos.
- 526: Teodorico el Grande, rey de los ostrogodos y de Italia, muere de disentería.
- 534: fallece el 2 de octubre Atalarico, rey de los ostrogodos.
- 535: Teodato, nuevo rey de los ostrogodos, estrangula a su mujer, la reina Amalasunta, hija del rey Teodorico el Grande.
- 536: los ostrogodos deponen a su pasivo rey, Teodato, y eligen a Vitiges, un general, para que lo reemplace.
- 536: los ostrogodos ceden la Provenza a los francos.
- 537: habiéndose asegurado las espaldas concediendo a los francos la Provenza, en manos de los ostrogodos desde 508, Vitiges se dirige a Roma y la somete a sitio.
- 539: Milán, la ciudad más importante de Italia después de Roma, es ganada nuevamente por los ostrogodos y destruida. Los hombres son ejecutados y las mujeres vendidas como esclavas.
- 540: Vitiges, rey de los ostrogodos, es capturado por Belisario, quien se apodera de Rávena.
- 543: los ostrogodos llevan a cabo una reforma agraria que beneficia a los campesinos italianos.
- 543: Totila, nuevo rey de los ostrogodos, se adentra en Italia y toma Nápoles tras sitiarla; Belisario regresa a Italia.
- 546: Totila, rey de los ostrogodos, conquista Roma tras sitiarla durante un año.
- 552: Narsés derrota y mata a Totila, rey de los ostrogodos, en la batalla de Busta Gallorum.
- 553: el general bizantino Narsés derrota a Teya, sucesor de Totila como rey de los ostrogodos, en la Batalla de Mons Lactarius.
- 554: el emperador bizantino Justiniano I lanza un programa de reorganización de la administración de Italia tras del caos de 20 años de guerra contra los ostrogodos.

## Reyes

### Greutungos
- 291-350: Achiulfo
- 350-375: Hermanarico
- 375-376: Vitimiro.

Con la invasión de los hunos la mayor parte del pueblo greutungo estuvo bajo la dominación de los hunos. Es un periodo de que Jordanes denomina interregno y que duró dos generaciones.
Hubo una parte del pueblo que constituyó una confederación junto con los alanos y una parte de los hunos, que escaparon a la expansión de los hunos cruzando el Danubio en 376. En 380 el emperador Graciano ubicó a los greutungos de Alateo y Sáfrax en las provincias de Valeria y Panonia II, de donde no serían expulsados hasta el año 427.
- 376-¿?: siendo Viderico (Widoric) un niño, el mandato es ejercido por los duces Sáfrax y Alateo
- 376-386: Odoteo.

### Ostrogodos
- ¿?-447: Vandalario
- 447-469: Valamiro
- 469-474: Teodomiro
- 474-526: Teodorico el Grande
- 526-534: Atalarico
- 534-536: Teodato
- 536-540: Vitiges
- 540-541: Hildibaldo
- 541-541: Erarico
- 541-552: Totila
- 552-553: Teya.